# 李惠仁
李惠仁（1969年—），是一位台灣的紀錄片導演，前華衛新聞台、非凡新聞台、真相新聞網、超級電視台、民視新聞台、三立新聞台攝影記者，並擔任過東森電視新聞專題企劃處執行製作人、新聞公害防治基金會執行長。

## 經歷
李惠仁在《不能戳的祕密》影片製作完成時，臺灣新聞電視台並沒有願意播出，後來決定透過YouTube以及網路媒體動新聞、新頭殼將紀錄片公開。2018年拍的紀錄片《并：控制》，揭示中港台正遭受的控制三部曲：被控制–互相控制–自我控制（自我審查），影片也遭到中國大陸「思想審查」，原本資助的香港老闆介入拍攝內容，導致合作破局，李惠仁改以網路集資。

曾任寶島新聲廣播電台的「超級報報」節目主持人，並與吳念真和小野共同主持「寶島新故鄉」。
導演馮賢賢、李惠仁等已於2021年募資展開籌拍《那一槍》（The Assassins）紀錄片，以記錄四二四刺殺蔣經國案之歷史、紀念曾用行動和思考奉獻給台灣這塊土地的所有先輩。

## 作品

### 短片
- 山線戀情（1998）
- 前進龜山島（1999）
- 尋找連鄰長（1999）
- 傾城歲月—災民日記（2000）
- 三叉山．56年（2001）
- 南海神話（2001）
- 危雞危機（2004）
- 六十六塊錢的一堂課（2006）
- 自由飛（2019）

### 長片
- 睜開左眼（2009）
- 不能戳的秘密1：政府病毒（2011）
- 寄居蟹的諾亞方舟（2011）
- 不能戳的秘密2：國家機器（2013）
- 太陽，不遠（2014）
- 蘋果的滋味（2015）
- 薛西弗斯.exe（2017）
- ：控制（2018）
- 邁向權力之路-立法院（2021）
- 上學去（2021）
- 不能戳的秘密III：官官相護（2022）
- 記憶的敵人（2024）
- 風吹（2026）
- 邁向權力之路2-雙炮軍（2027）

## 奬項
| 年份   | 頒獎典禮                                              | 獎項                   | 作品                         | 結果 |
| 1999年 | 第二屆 生態文學報導獎                                 | 個人技術獎／採訪獎     | 《前進龜山島》               | 獲獎 |
| 1999年 | 第四屆 金視獎                                         | 新聞採訪獎             | 《尋找連鄰長》               | 獲獎 |
| 2000年 | 2000年 台灣國際紀錄片雙年展/ 亞洲電視獎               | 新聞採訪獎             | 《傾城歲月-災民日記》        | 提名 |
| 2001年 | 九十年 文建會紀錄影帶獎                               | 新聞採訪獎             | 《南海神話》 《三叉山.56年》 | 獲獎 |
| 2004年 | 第30屆 曾虛白先生新聞獎                               | 新聞公共服務獎         | 《危雞危機》                 | 獲獎 |
| 2006年 | 九十五年 社會光明面報導獎                             | 新聞報導獎             | 《六十六塊錢的一堂課》       | 獲獎 |
| 2009年 | 2009年 映象公與義                                     | 新聞報導獎             | 《睜開左眼》                 | 獲獎 |
| 2010年 | 2010 世界公視大獎INPUT BUDAPEST                       | 參展紀錄片             | 《睜開左眼》                 | 獲獎 |
| 2011年 | 第十屆 卓越新聞獎                                     | 電視類／調查報導獎     | 《不能戳的秘密》             | 獲獎 |
| 2012年 | 第七屆 亞洲電視大獎                                   | 技術與創意／最佳導演獎 | 《寄居蟹的諾亞方舟》         | 獲獎 |
| 2012年 | 2012 CINE Golden Eagle Award                          | 最佳影片獎             | 《寄居蟹的諾亞方舟》         | 獲獎 |
| 2012年 | 2012 New York -International Television & Film Awards | 參展紀錄片             | 《寄居蟹的諾亞方舟》         | 獲獎 |
| 2014年 | 2014 台北電影節百萬首獎                               | 最佳紀錄片             | 《不能戳的秘密2：國家機器》  | 獲獎 |
| 2014年 | 2014 第48屆金鐘獎                                     | 非戲劇類節目最佳導播獎 | 《不能戳的秘密2：國家機器》  | 提名 |
| 2015年 | 2015 韓國首爾獨立紀錄片節SIDOF                        | 參展紀錄片             | 《不能戳的秘密2：國家機器》  | 獲獎 |
| 2015年 | 2015 法國真實影片展 Cinéma du réel                    | 參展紀錄片             | 《不能戳的秘密2：國家機器》  | 獲獎 |
| 2016年 | 2016 台北電影節                                       | 媒體推薦獎             | 《蘋果的滋味》               | 獲獎 |
| 2016年 | 2016 TIDF第十屆台灣國際紀錄片影展                     | 紀錄片                 | 《蘋果的滋味》               | 提名 |
| 2016年 | 2016 華語紀錄片節                                     | 長片組                 | 《蘋果的滋味》               | 提名 |
| 2018年 | 第53屆金鐘獎                                          | 非戲劇類節目導演獎     | 《：控制》                   | 提名 |
| 2018年 | 2018 台北電影節                                       | 紀錄片                 | 《：控制》                   | 提名 |
| 2018年 | 2018 華語紀錄片節                                     | 長片組                 | 《：控制》                   | 提名 |
| 2018年 | 2018 卓越新聞獎                                       | 新聞志業特殊貢獻獎     | 不適用                       | 獲獎 |

## 外部連結
- YouTube上的李惠仁頻道
- 李惠仁在互联网电影资料库（IMDb）上的資料（英文）